# Dādlū
Dādlū (persiska: دادلو) är en ort i Iran.   Den ligger i provinsen Östazarbaijan, i den nordvästra delen av landet, 400 km väster om huvudstaden Teheran. Dādlū ligger 1 174 meter över havet och antalet invånare är 711.
Terrängen runt Dādlū är platt åt sydost, men åt nordväst är den kuperad. Runt Dādlū är det ganska glesbefolkat, med 47 invånare per kvadratkilometer. Dādlū är det största samhället i trakten. Trakten runt Dādlū består i huvudsak av gräsmarker.